# Bataillone der Internationalen Brigaden
Die Neuformierung von Bataillonen der Internationalen Brigaden  erfolgte ab Oktober 1936 in Albacete, dem zentralen Stützpunkt und Ausbildungslager der Internationalen Brigaden.
Laut Sebastián Herreros Agüí wurden diese wie folgt formiert.
| Nummer | Bataillon                                           | Herkunfts- länder                                                                                             | Aufstellungs- datum                                         | Auflösungs- datum  | Internationale Brigade | Kommentar |
| No 1   | Edgar-André-Bataillon                               | Deutschland-Österreich Balkan Slawen Skandinavien Flandern                                                    | 28.10.1936                                                  |                    | XI.                    | |
| N0 2   | Commune-de-Paris-Bataillon                          | Frankreich Belgien Großbritannien Nordamerika                                                                 | 22.10.1936                                                  | 25.09.1938         | XI. XIV.               | |
| N0 3   | Garibaldi-Bataillon                                 | Italien Schweiz                                                                                               | 29.10.1936                                                  | 25.10.1938         | XII.                   | |
| N0 4   | Dąbrowski-Bataillon                                 | Polen Ungarn Tschechoslowakei Slowakei Jugoslawien Ukraine Bulgarien                                          | 19.10.1936                                                  | 23.09.1938         | XI. XII. 150. XIII.    | |
| N0 5   | Thälmann-Bataillon                                  | Deutschland-Österreich Ungarn 18 Briten Skandinavien Balkan                                                   | 10.11.1936                                                  | 23.09.1938         | XII. XI.               | |
| N0 6   | André-Marty-Bataillon                               | Frankreich Belgien                                                                                            | 10.11.1936                                                  | 25.09.1938         | XII. ?                 | |
| N0 7   | Louise-Michel-Bataillon                             | Frankreich Belgien                                                                                            | November 1936                                               | siehe N0 11        | XIII.                  | Nach der Formierung des Louise-Michel-Bataillons wurden die Brigadisten der XI. Brigade zugeteilt. |
| N0 7   | Bezeichnung erhielt eventuell das Meunier-Bataillon | Frankreich Belgien                                                                                            | November 1936                                               | ?                  | XIII.?                 | Die Geschichte dieses Bataillons ist vollkommen unbekannt. Es wird nur von Hanns Maaßen in seinem Buch Brigada Internacional ist unser Ehrenname erwähnt.                                                                                   |
| N0 8   | Tschapajew-Bataillon                                | Deutschland-Österreich Balkan Polen 21 weitere Nationen                                                       | 18.11.1936                                                  | 05.08.1937         | XIII.                  | |
| N0 9   | Neun-Nationalitäten-Bataillon                       | Balkan Deutschland-Österreich Polen                                                                           | 15.12.1936                                                  | 16.01.1937         | XIV.                   | |
| N0 10  | Henri-Vuillemin-Bataillon                           | Frankreich | 30.11.1936                                                  | 22.04.1938         | XIII.                  | |
| N0 10  | Vaillant-Couturier-Bataillon                        | Frankreich Belgien Tschechoslowakei Bulgarien Skandinavien                                                    | 02.12.1936                                                  | Oktober 1937       | XIV.                   | |
| N0 11  | Louise-Michel-Bataillon                             | Frankreich | 02.12.1936                                                  | Oktober 1937       | XIII.                  | Brigadisten wurden nach einer Meuterei vornehmlich in das Henri-Vuillemin-Bataillon integriert. Die Nummer des Bataillons N0 11 erhielt das Mickiewicz-Bataillon.                                                                           |
| N0 11  | Mickiewicz-Bataillon                                | Polen | 04.10.1937                                                  | 22.09.1938         | XIII.                  | |
| N0 12  | La-Marseillaise-Bataillon                           | Frankreich Großbritannien                                                                                     | 10.12.1936                                                  | Mai 1937           | XIV.                   | Bataillon wurde im Mai 1937 aufgrund von Meutereien in Ralph-Fox-Bataillon umbenannt. |
| N0 12  | Ralph-Fox-Bataillon                                 | Frankreich Großbritannien                                                                                     | ab Mai 1937                                                 | 23.02.1938         | XIV.                   | |
| N0 13  | Henri-Barbusse-Bataillon                            | Frankreich | November 1936                                               | 25.10.1938         | XIV.                   | |
| N0 14  | Pierre-Brachet-Bataillon                            | vornehmlich Frankreich                                                                                        | 01.10.1937                                                  | 22.04.1938         | XIV.                   | |
| N0 15  | Six-Février-Bataillon                               | Frankreich Belgien Algerien Marokko Tanger Griechenland China Ungarn                                          | 01.02.1937                                                  | 22.04.1938         | XIV.                   | |
| N0 16  | Saklatvala-Bataillon                                | Großbritannien Irland Zypern Australien Jamaika Nordamerika Lateinamerika Skandinavien                        | 28.12.1936                                                  | 23.10.1938         | ? XIV.                 | |
| N0 17  | Lincoln-Bataillon                                   | USA Kanada China Japan                                                                                        | 8. Januar 1937                                              | 23. September 1938 | XV.                    | Aufgrund der Verluste des Lincoln-Bataillons und Washington-Bataillons wurden diese nach Schlacht von Brunete im Juli 1937 zum Lincoln-Washington-Bataillon vereinigt. Im September 1937 erfolgte die Neuformierung des Lincoln-Bataillons. |
| N0 18  | Dimitrow-Bataillon                                  | Tschechoslowakei Bulgarien Ungarn Rumänien Griechenland Jugoslawien Polen Deutschland-Österreich Italien etc. | 31.01.1937                                                  | 05.10.1938         | XV.                    | |
| N0 19  | Vereinte ?                                          | Frankreich Großbritannien Irland Nordamerika Kuba Mexiko Puerto Rico Deutschland-Österreich                   | 15.02.1937                                                  | 30.06.1937         |                        | |
| N0     | Washington-Bataillon                                | Nordamerika                                                                                                   | Februar 1937                                                | 12. Juli 1937      | XV.                    | Das Washington-Bataillon wurde bei der Schlacht von Brunete im Juli 1937 mit dem Lincoln-Bataillon zum Lincoln-Washington-Bataillon vereinigt.                                                                                              |
| N0     | Mackenzie-Papineau-Bataillon                        | Kanada Nordamerika                                                                                            | Mai 1937                                                    | 05.10.1938         | XV.                    | |
| N0 21  | Galindo-Bataillon                                   | Spanien | 14.03.1937                                                  | 10.11.1937         |                        | |
| N0     | Masaryk-Bataillon                                   | Tschechoslowakei Polen                                                                                        | 30.12.1937                                                  | 5.10.1938          | 129.                   | Der Deutsche Fritz Johne war der erste Kommandeur des Bataillons |
| N0 24  | Español-Bataillon                                   | Lateinamerika                                                                                                 | 05.04.1937                                                  | 23.09.1938         |                        | |
| N0     | Rákosi-Bataillon                                    | Ungarn Tschechoslowakei Tatarei Ukraine Polen                                                                 | 12.04.1937                                                  | 22.09.1938         | 150.                   | |
| N0     | Hans-Beimler-Bataillon                              | Österreich Schweiz Skandinavien                                                                               | Formierung bereits im März 1937, Namensgebung im April 1937 | 22.10.1938         | XI.                    | |
| N0     | Bataillon 12. Februar                               | Österreich, Deutschland, Skandinavien                                                                         | Juni 1937                                                   | 19./10.1938        | XI.                    | |
| N0     | Djure Djakovic / Deda Blagoiev                      | Jugoslawien, Tschechoslowakei                                                                                 | Juni 1937                                                   | 5.10.1938          |                        | |
| N0 40  | Palafox-Bataillon                                   | Polen Ukraine Ungarn Frankreich                                                                               | 04.08.1937                                                  | 22.10.1938         | XIII.                  | |